# آنا اولسون
آنا اولسون (بالسويدية: Anna Olsson)‏ هي متزحلقة سويدية، ولدت في 1 مايو 1976 في كرامفوش ‏ في السويد.

## وصلات خارجية
- آنا اولسون على موقع الاتحاد الدولي للتزلج (التزلج الريفي) (الإنجليزية)
- آنا اولسون على موقع أوليمبيديا (الإنجليزية)
- آنا اولسون على موقع اللجنة الأولمبية السويدية (السويدية)